# 오타 데쓰로
오타 데쓰로(일본어: 太田 徹郎, 1989년 7월 2일 ~ )는 일본의 전 축구 선수이다.

## 구단 경력
그는 2008년부터 2017년까지 J리그의 몬테디오 야마가타, 가시와 레이솔, 사간 도스에서 활동하였다.